# Macodes
Macodes – rodzaj roślin z rodziny storczykowatych (Orchidaceae). Obejmuje 11 gatunków występujących w Azji Południowo-Wschodniej i Oceanii w takich krajach i regionach jak: Borneo, Jawa, Malezja Zachodnia, Riukiu, Nowa Gwinea, Filipiny, Wyspy Salomona, Celebes, Sumatra, Tajlandia, Vanuatu, Wietnam.

## Systematyka
Rodzaj sklasyfikowany do podplemienia Goodyerinae w plemieniu Cranichideae, podrodzina storczykowe (Orchidoideae), rodzina storczykowate (Orchidaceae), rząd szparagowce (Asparagales) w obrębie roślin jednoliściennych.
Wykaz gatunków
- Macodes angustilabris J.J.Sm.
- Macodes celebica Rolfe
- Macodes cominsii (Rolfe) Rolfe
- Macodes cupida Ormerod
- Macodes dendrophila Schltr.
- Macodes limii J.J.Wood & A.Lamb
- Macodes megalantha Ormerod
- Macodes obscura Schltr.
- Macodes petola (Blume) Lindl.
- Macodes pulcherrima Schltr.
- Macodes sanderiana (Kraenzl.) Rolfe